# Ibero-America

Ibero-America

Ibero-America (în spaniolă Iberoamérica, în portugheză Ibero-América) sau America Iberică este o regiune din America care cuprinde țări sau teritorii în care spaniola sau portugheza sunt limbile predominante (de obicei fostele teritorii ale Portugaliei sau Spaniei). Portugalia și Spania sunt incluse în unele organizații, cum ar fi cea a Summit-ului Ibero-American și a Organizației Statelor Ibero-Americane. Organizația Statelor Ibero-Americane include și Guineea Ecuatorială de limbă spaniolă, din Africa Centrală, dar nu și țările africane vorbitoare de portugheză.